# Лепшаков, Дастан Базаркулович
Даста́н Базарку́лович Лепшако́в (род. 17 августа 1997 года в Бакай-Ате, Кыргызстан) — киргизский профессиональный игрок в русский бильярд, Двукратный чемпион мира, заслуженный мастер спорта Киргизской Республики. Чемпион мира 2015 года в дисциплине «динамичная пирамида» Чемпион мира 2022 года в дисциплине «свободная пирамида с продолжением». В последние несколько лет является одним из ведущих игроков мира в русский бильярд (в том числе ведущим кыргызским бильярдистом).

## Биография
Родился и вырос в селе Бакай-Ата. Дастан — младший ребёнок в семье: у него есть три старших брата и две сестры. Начал играть в возрасте около 12 лет благодаря своему самому старшему брату, открывшему в родном селе бильярдный клуб. Первые два года Дастан учился играть в своём «родном» клубе под руководством тренера Мирбека Эшенкулова, после чего стал заниматься в детско-юношеской спортивной школе при мэрии Бишкека с тренером Каныбеком Дуйшебаевым.
В 2013 году Дастан стал полуфиналистом юниорского чемпионата мира, а в 2014 уже выиграл этот турнир и победил на взрослом чемпионате Кыргызстана в динамичной пирамиде.
В 2015 году, в возрасте 18 лет Лепшаков в первый (и пока единственный) раз в карьере стал чемпионом мира, разгромив в финале белоруса Евгения Салтовского со счётом 7:1. В том же году он дошёл до 1/2 финала открытого чемпионата Азии, выиграл национальное первенство в двух дисциплинах и даже успешно поучаствовал в чемпионате Кыргызстана по снукеру, достигнув полуфинала.
С 2016 по 2018 годы Дастан три раза подряд побеждал на «Кубке Саввиди» в московской пирамиде — одном из самых крупных и престижных турниров, что стало беспрецедентным достижением для современного русского бильярда. Кроме того, за этот период Лепшаков добился высоких результатов на многих других больших соревнованиях, среди которых третье место в суперфинале чемпионата мира 2016 года, финал чемпионата мира в комбинированной пирамиде 2017 года (проиграл в решающей партии Иосифу Абрамову — 5:6), финал «Кубка Свояка» в московской пирамиде 2017 года и победа на Кубке мэра Калининграда в комбинированной пирамиде 2018 года.
В 2019 году лучшими достижениями киргизского бильярдиста стали победы на Кубке мира в комбинированной пирамиде (победа в решающем матче над Артёмом Баловым) и на «Minsk Cup» в московской (в финале обыгран Дмитрий Белозёров со счётом 6:2).
По своим спортивным достижениям в настоящее время Дастан Лепшаков наиболее успешный бильярдист из Кыргызстана после трёхкратного чемпиона мира Каныбека Сагынбаева.

## Наиболее значимые достижения в карьере
- Чемпион мира (динамичная пирамида) — 2015
- Чемпион мира (свободная пирамида с продолжением) - 2022
- Финалист чемпионата мира (комбинированная пирамида) — 2017
- Чемпион «Кубка Саввиди» (московская пирамида) — 2016-2018
- Чемпион Кубка мэра Калининграда (комбинированная пирамида) — 2018
- Чемпион Кубка мира (комбинированная пирамида) — 2019
- Чемпион «Minsk Cup» (московская пирамида) — 2019
- Чемпион мира среди юниоров (комбинированная пирамида) — 2014
- Чемпион Кыргызстана — 2014 (динамичная пирамида), 2015 (дважды — свободная и комбинированная пирамида)